# Apocephalus malignus
Apocephalus malignus är en tvåvingeart som beskrevs av Ronald Henry Lambert Disney och Michailovskaya 2002. Apocephalus malignus ingår i släktet Apocephalus och familjen puckelflugor. Inga underarter finns listade i Catalogue of Life.